# Knihovna Trinity College Dublin

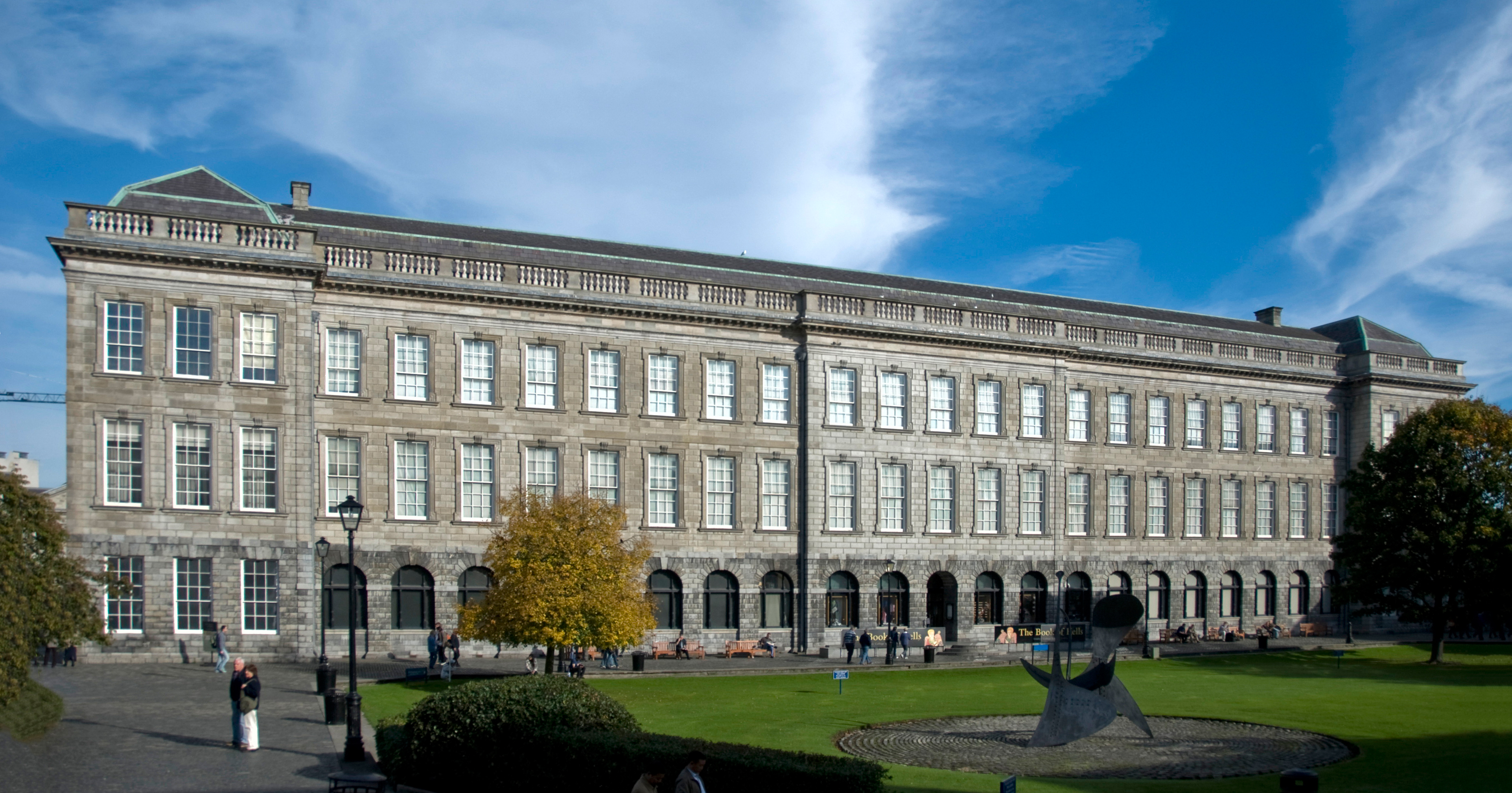
Budova Staré knihovny

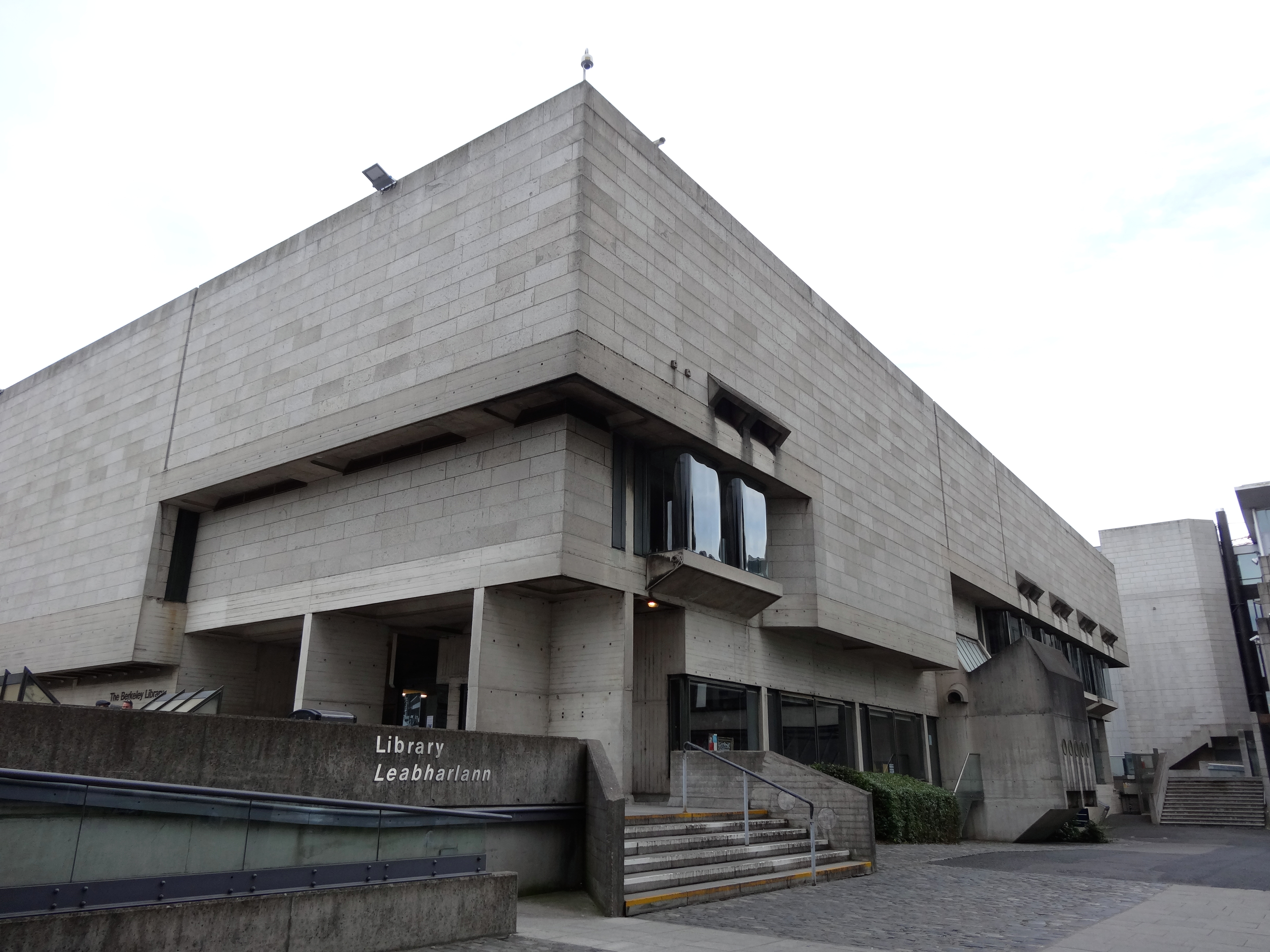
Budova "Nové knihovny" - Knihovny Eavana Bolanda (dříve Berkeleyho knihovny)

Knihovna Trinity College Dublin (irsky Leabharlann Choláiste na Tríonóide) je součástí Dublinské univerzity, nazývané rovněž Trinity College Dublin podle své jediné školy (koleje), a největší knihovnou v Irsku. Má právo na povinný výtisk, což znamená, že irští vydavatelé zde musí ze zákona bezplatně uložit kopii veškerých publikací. Je to jediná irská knihovna, která má shodné právo také pro díla vydaná ve Spojeném království. Studenti a zaměstnanci Dublinské univerzity mají přístup také ke knihovnám Tallaghtské univerzitní nemocnice (Tallaght University Hospital) a Irské ekumenické školy v Milltownu (Irish School of Ecumenics). Absolventi univerzity mají právo prezenčního studia. Další čtenářům knihovna poskytuje služby na základě mezi-institucionálních dohod, či v případě nedostupnosti zdroje jinde.
Veřejnosti je v budově Staré knihovny zpřístupněna Dlouhá místnost. V ní jsou uloženy historické artefakty jako Kniha z Kellsu (ve vlastnictví od roku 1661), harfa Briana Boru, národní symbol Irska, a kopie Proklamace irské republiky z roku 1916. Kniha z Kellsu byla v roce 1953 převázána do čtyř svazků. V Dlouhé místnosti jsou vystavované vždy dva z nich. Jeden ukazující celostránkovou iluminaci a druhý dvoustránku s textem. Vystavené svazky a stránky jsou pravidelně obměňovány. Vitrína nainstalovaná v roce 2020 umožnila veřejnosti zpřístupnit všechny stránky, včetně těch, které nebylo možné spatřit po několik desetiletí.

## Budovy knihovny
Samotná knihovna sestává z několika budov, z nichž šest je na kampusu Trinity College a další v Trinity Centre v dublinské St. James's Hospital.
- Nejstarší budova knihovny, nyní známá jako Stará knihovna (The Old Library), je magnum opus architekta Thomase Burgha. Výstavba začala v roce 1712. Ve své původní podobě se knihovna dokončená v roce 1732 stala dominantou univerzity i města. V moderní době, již obklopená obdobně vysokými stavbami, nadále definuje pohled na univerzitu z Nassau Street. Ve Staré knihovně jsou uloženy Kniha z Kellsu, Kniha z Durrow, Garland of Howth (fragmenty latinského evangeliáře z 8.-10. století) a tisíce vzácných a v mnoha případech velmi starých textů. Díky Dlouhé místnosti je Stará knihovna jednou z nejnavštěvovanějších irských turistických atrakcí. Je zde vystavena i harfa Briana Boru, jedna ze tří nejstarších dochovaných středověkých gaelských harf, a národní symbol Irska, kterou univerzita obdržela v 18. století.[6]
- Knihovní komplex, skládající se z:
  - Knihovna Eavana Bolanda (The Eavan Boland Library) na Fellows' Square. V brutalistním stylu ji navrhl Paul Koralek z ABK Architects a roku 1967 byla otevřená jako "Nová knihovna". V roce 1978 byla pojmenovaná po Georgi Berkeleym. V dubnu 2023 se univerzita rozhodla Berkeleyho jméno odstranit, protože vlastnil a na svých pozemcích na Rhode Islandu využíval otroky.[7] V říjnu 2024 byla knihovna pojmenovaná po Bolandovi.[8] Veřejnost byla před přejmenováním vyzvána k zasílání návrhů na nové jméno, které by knihovna měla nést. Nejčastěji navrhovaným jménem se stal Wolfe Tone, který z 855 podnětů získal téměř 31 % hlasů. Trinity College se nicméně rozhodla anketu využít pouze jako poradní a zvolila Bolanda, který v ní obdržel 7 % hlasů.[9][10]
  - Leckyho knihovna (The Lecky Library), přiléhající k Arts Building. Rovněž navržená ABK a oficiálně otevřená v roce 1978.
  - Ussherova knihovna (The Ussher Library), u kriketového hřiště College Park. Navržená studiem McCullough Mulvin Architects a oficiálně otevřená v roce 2003.
    - Od roku 2024 je její součástí dočasné studijní centrum (the Interim Research Collections Study Centre), otevřené po dobu trvání projektu rekonstrukce Staré knihovny, [11] a Kinsella Hall, prostor pro studium otevřený 24 hodin denně.[12]

  - Glucksmanova mapová knihovna (The Glucksman Map Library).
  - Oddělení ochrany knihovních fondů (The Preservation and Conservation Department).
- Hamiltonova knihovna přírodních věd a technických oborů (The Hamilton Science and Engineering Library), umístěná v Hamiltonově budově (The Hamilton Building).
- Studovna roku 1937 (The 1937 Reading Room) (pro postgraduální studenty).
- Lékařská knihovna Johna Stearnea (The John Stearne Medical Library (JSML)), součást St James's Hospital.

Další zdroje jsou umístěné ve skladech, buď na univerzitě v režimu omezeného přístupu, nebo ve skladišti knih na dublinském předměstí Santry.

## Historie

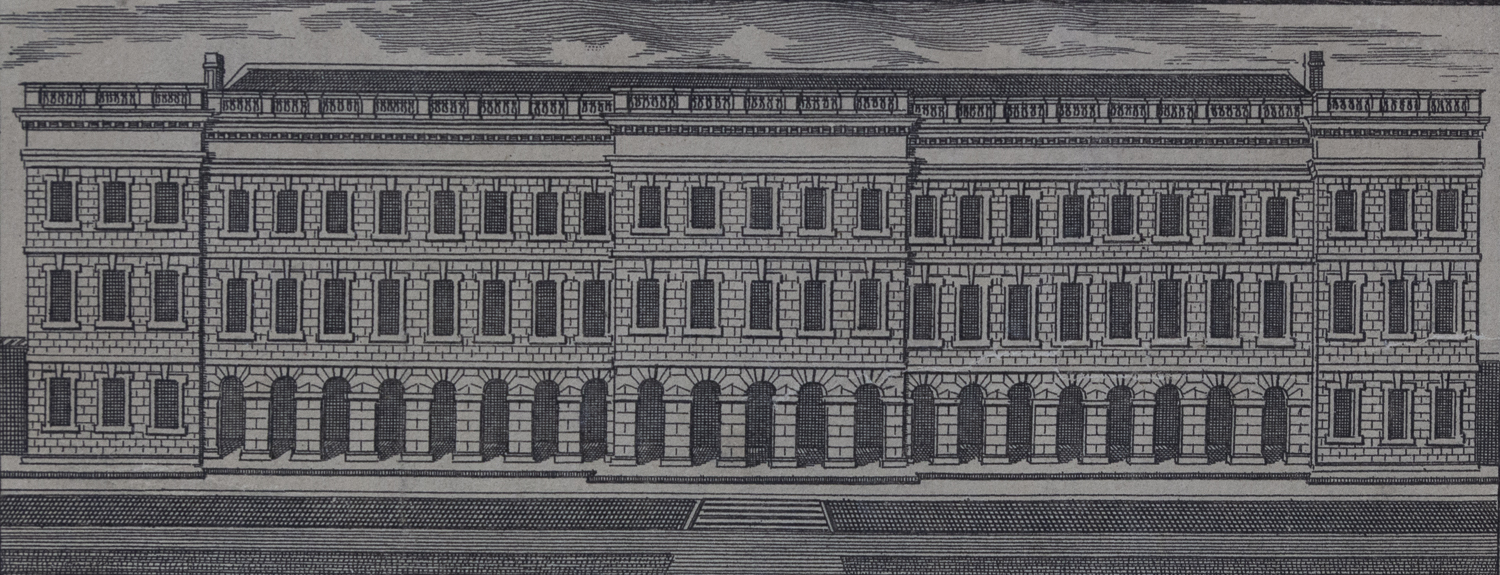
Obrázek Colledge Library (sic), převzatý z Mapy Dublinu Charlese Brookinga (1728).

Knihovna byla spolu s Trinity College založena v roce 1592. V roce 1661 knihovně biskup Henry Jones věnoval Knihu z Kellsu, její nejznámější rukopis.
Základem knihovních fondů se stala osobní knihovna Jamese Usshera, arcibiskupa z Armaghu a primase celého Irska, která čítala stovky tištěných knih a rukopisů v latině, řečtině, němčině, nizozemštině, španělštině, francouzštině, italštině a provensálštině. V roce 1802 byla zakoupena a Trinity College darována Sbírka rodiny Fagelů. Sbírka knih, pamfletů a map byla vytvořena pěti generacemi nizozemské rodiny Fagelů mezi 15. a 18. stoletím. Obsahovala publikace ve francouzštině, nizozemštině a angličtině především z historie, politiky a práva, ale i z mnoha dalších oblastí. Její akvizicí se sbírky knihovny rozrostly o 40 %. Až 10 % titulů z Fagelovy sbírky je posledním existujícím exemplářem a některé z map jsou nejstaršími mapami daných částí světa.
Výstavba budovy Staré knihovny byla zahájena v roce 1712. Podle záznamů byl využitý vápenec z lomu v Palmerstown, vzdáleném 8 km západně od univerzity.
V roce 1801 knihovna obdržela právo na povinný výtisk, čímž se stala jedinou knihovnou v Irsku, která v té době toto právo pro Spojené království měla.

## Status knihovny s právem povinného výtisku
V souladu se zákonem Copyright and Related Rights Act, 2000, je knihovna společně s Irskou národní knihovnou, knihovnami National University of Ireland, University of Limerick a Dublin City University, oprávněná získat kopii všech děl publikovaných v Irské republice.
Na základě britského zákona Legal Deposit Libraries Act 2003, navazujícího na starší právo z roku 1801, je Knihovna Trinity College Dublin, společně s Bodleyovou knihovnou na Oxfordské univerzitě, knihovnou Cambridgeské univerzity, Velšskou národní knihovnou a Skotskou národní knihovnou, oprávněna na vyžádání obdržet kopii všech děl publikovaných ve Spojeném království. Knihovna Trinity College Dublin britské publikace získává namísto v tištěné převážně v elektronické podobě, na základě nových britských regulací, které vešly v platnost v dubnu 2013.

## Dlouhá místnost

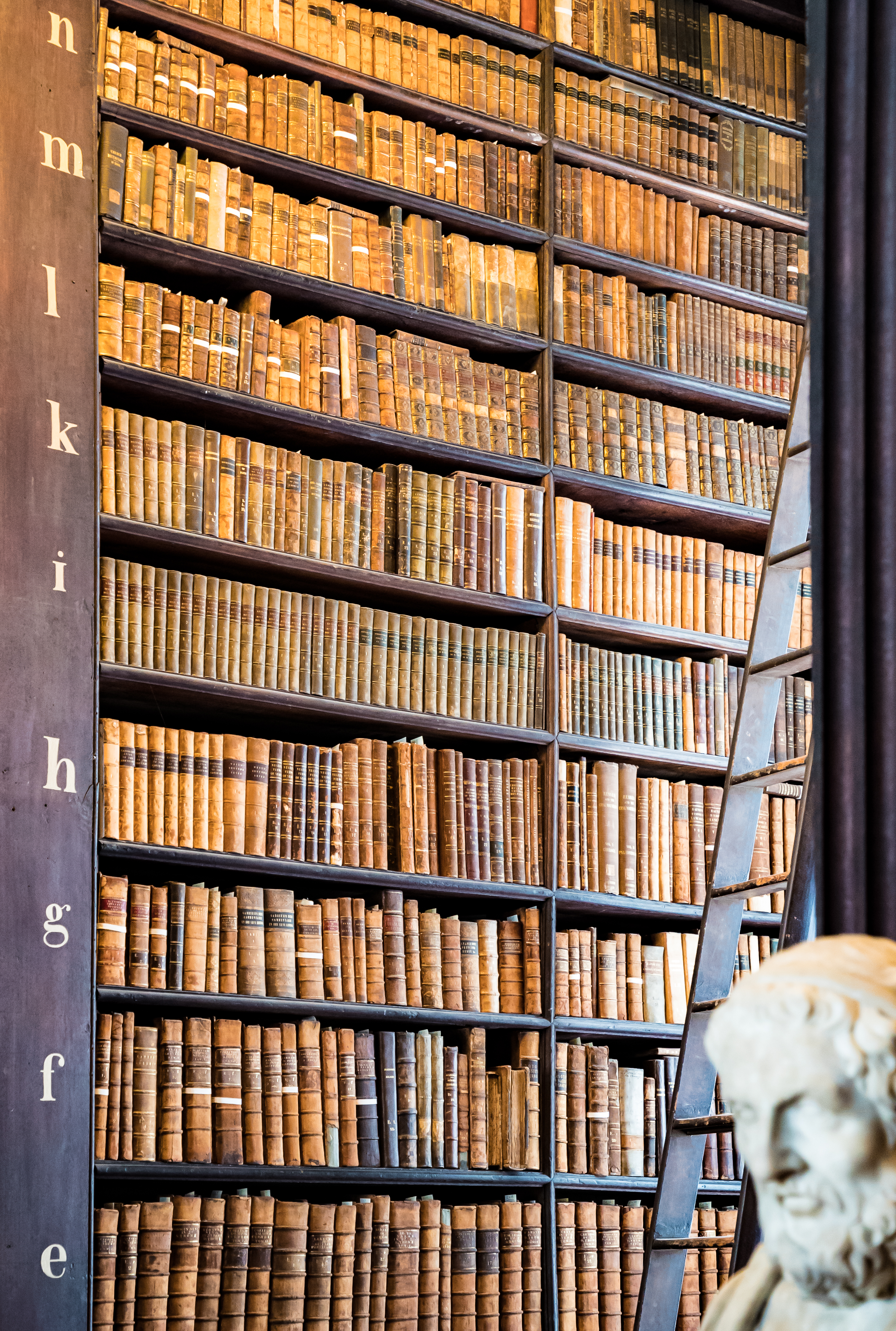
Detail knihovních polic v Dlouhé místnosti

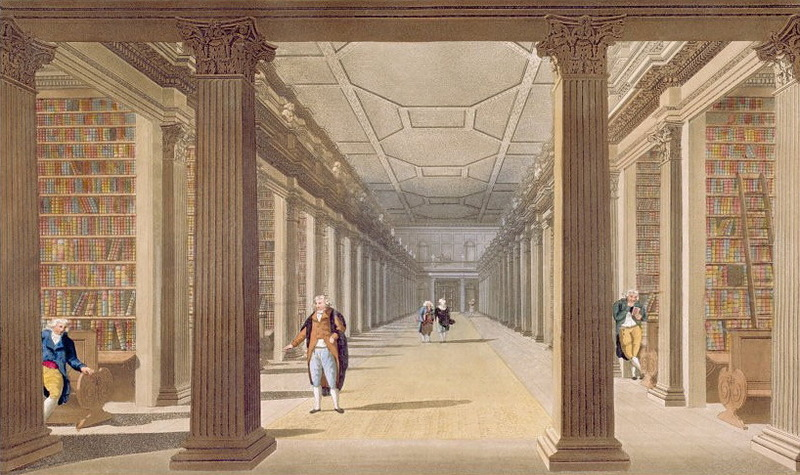
Akvarel Dlouhé místnosti před zvýšením stropu

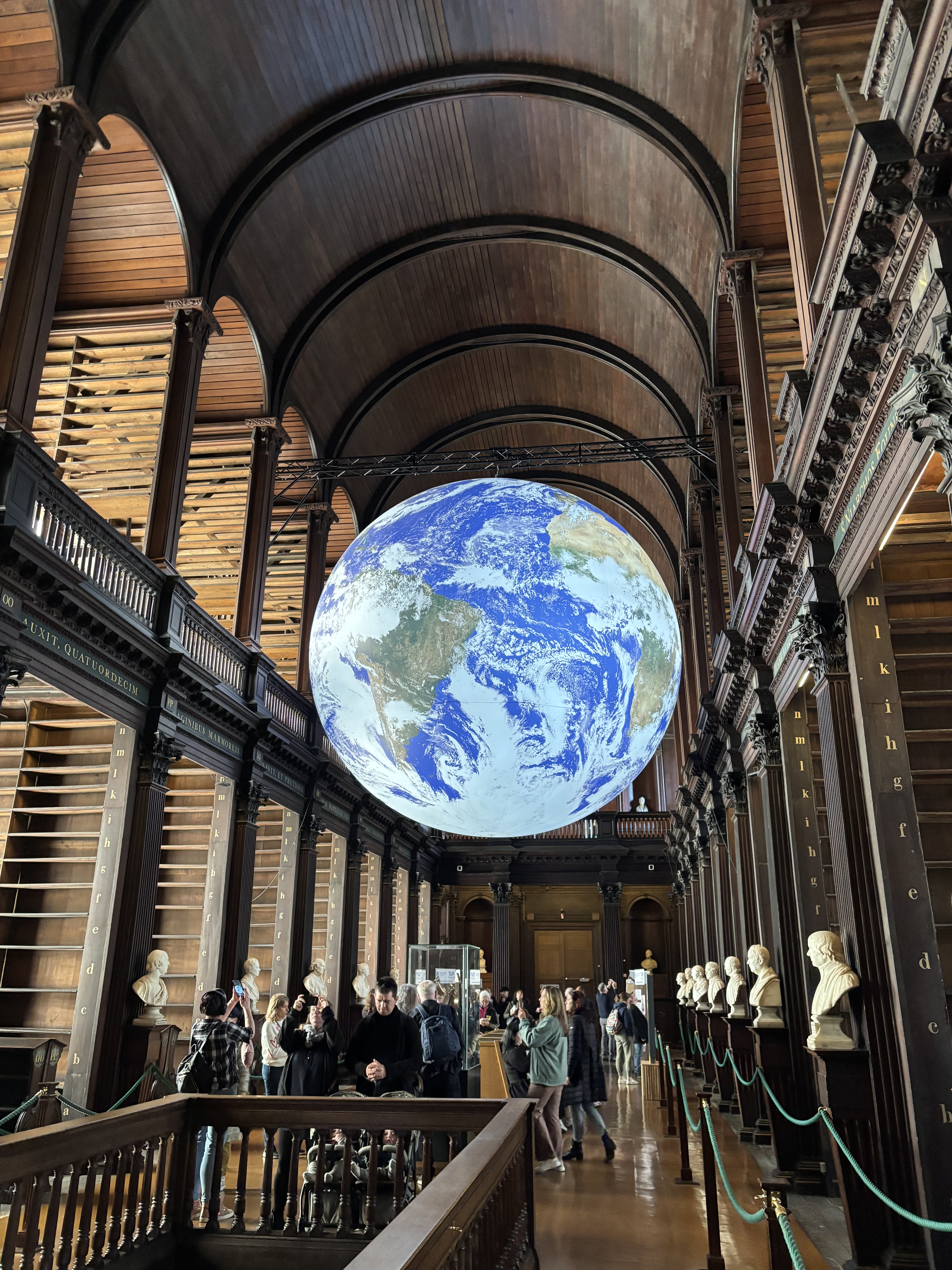
Umělecká instalace "Gaia" zavěšená v Dlouhé místnosti

Hlavní sál Staré knihovny, tzv. Dlouhá místnost (the Long Room), o délce 65 metrů, byl postavený mezi lety 1712 a 1732 a je v něm uloženo 200 tisíc nejstarších knih v majetku knihovny. Původně měla Dlouhá místnost rovný strop, police na knihy pouze v přízemí a otevřenou galerii. V 50. letech 19. století bylo zřejmé, že Dlouhá místnost bude muset být rozšířena. Vzhledem k zisku práva na obdržení výtisku každé knihy publikované v Irsku a Británii se totiž naplnila její kapacita. V roce 1860 byl zvýšen strop a vznikl prostor pro horní galerii. Dlouhá místnost je lemována více než padesáti mramorovými bustami. Jejich sbírka byla založena v roce 1743 objednávkou prvních čtrnácti od sochaře Petera Scheemakerse. Busty představují význačné filosofy a spisovatele a absolventy či mecenáše univerzity. Nejvzácnější součástí sbírky je busta spisovatele Jonathana Swifta vytvořená Louisem Françoisem Roubiliacem.
V listopadu 2020 Trinity College oznámila rozšíření sbírky o čtyři busty představující významné ženy: Rosalind Franklinovou, Adu Lovelace, Augustu Gregoryovou (známou též jako Lady Gregory) a Mary Wollstonecraftovou. Bylo to poprvé za více než století, kdy došlo k akvizici nových skulptur pro Dlouhou místnost. Hlavní knihovnice Helen Shentonová k jejich odhalení uvedla: "Jako první žena v pozici Hlavní knihovnice v 428-leté historii univerzity jsem potěšena, že jsem se mohla zasadit o tuto iniciativu k napravení historické nerovnováhy v Dlouhé místnosti."
V Dlouhé místnosti je uložena jedna z posledních existujících kopií Proklamace irské republiky. Tu během Velikonočního povstání přečetl Patrick Pearse před Dublinskou hlavní poštou 24. dubna 1916. Návštěvníci si mohou prohlédnout také Harfu Trinity College (známou rovněž jako Harfa Briana Bórumy). Harfa z 15. století je vyrobená z dubového a vrbového dřeva, má 29 měděných strun, a je nejstarší svého druhu v Irsku.
V roce 2022 byl zahájen rozsáhly restaurátorský a konzervační projekt, jehož cílem bylo mimo jiné zkvalitnění protipožárních opatření v reakci na požár katedrály Notre-Dame v roce 2019. V druhé polovině roku 2023 měla být Dlouhá místnost uzavřena na tři roky. Došlo k odkladu a místnost zůstala návštěvníkům přístupná do konce roku 2025. V roce 2023 byla v Dlouhé místnosti zavěšena instalace "Gaia" od britského umělce Lukea Jerrama, osvětlený model Země využívající snímky povrchu planety pořízené NASA. Měla zde setrvat do září 2026.

### V popkultuře
Archiv v jediském chrámu ve filmu Star Wars: Epizoda II – Klony útočí je velmi podobný Dlouhé místnosti Knihovny Trinity College (vysoké police, zaoblený strop, busty vystavené na shodných místech). Tato podobnost vyústila v kontroverzi, protože pro film nebylo získáno povolení k využití podoby knihovny. Produkční společnost Lucasfilm popřela, že by předlohou archivu byla Dlouhá místnost, a Trinity College se rozhodla nevydat soudní cestou.
V televizním seriálu Nadace posloužila Dlouhá místnost jako studovna v imperiálním hlavním městě na Trantoru.